# Моранда (Торино)
Моранда је насеље у Италији у округу Торино, региону Пијемонт.
Према процени из 2011. у насељу је живело 88 становника. Насеље се налази на надморској висини од 357 м.